# Urothemis bisignata
Urothemis bisignata is een libellensoort uit de familie van de korenbouten (Libellulidae), onderorde echte libellen (Anisoptera).
De wetenschappelijke naam Urothemis bisignata is voor het eerst geldig gepubliceerd in 1868 door Brauer.